# ثابتة كاتالان

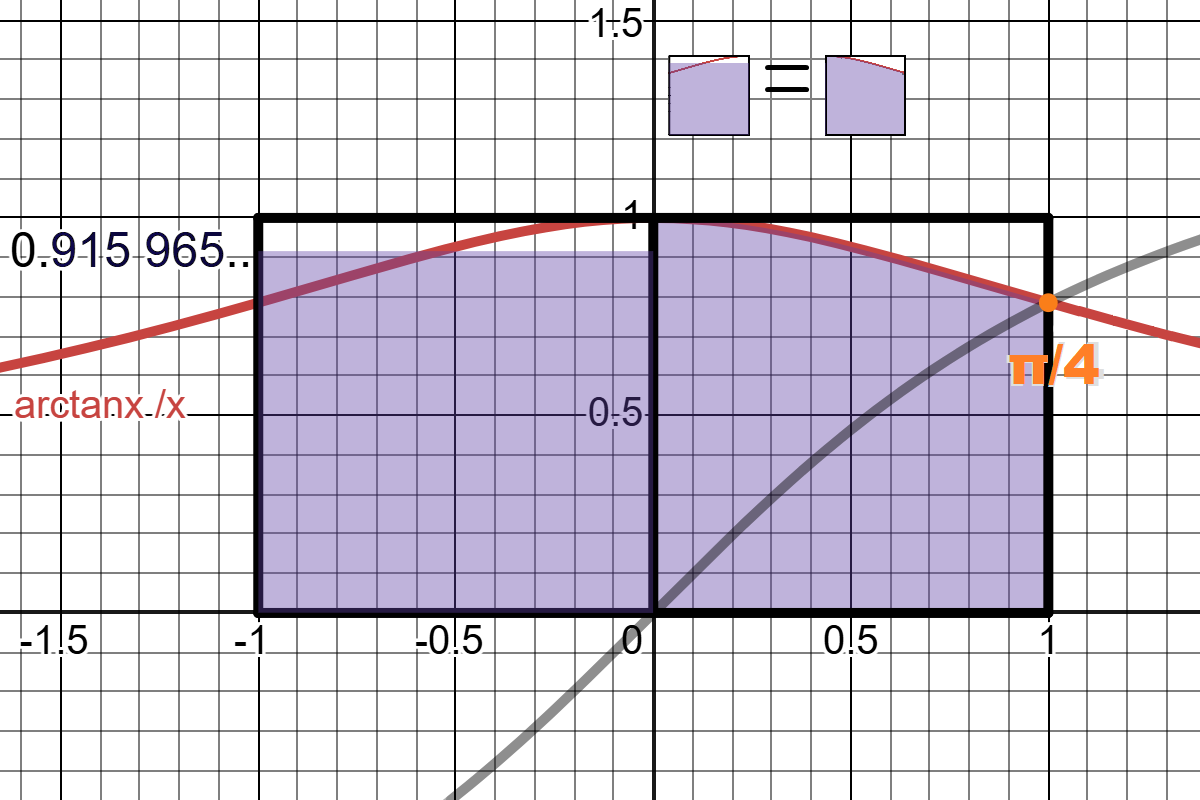
ثابت كتلان على شكل المساحة تحت منحنى معكوس الظل مقسوما على س. و المساحة تحسب من س=0 الى س=1

في الرياضيات، ثابتة كاتالان G تعرف بالصيغة التالية :
{\displaystyle G=\beta (2)=\sum _{n=0}^{\infty }{\frac {(-1)^{n}}{(2n+1)^{2}}}={\frac {1}{1^{2}}}-{\frac {1}{3^{2}}}+{\frac {1}{5^{2}}}-{\frac {1}{7^{2}}}+\cdots \!}
سميت هاته الثابتة نسبة لعالم الرياضيات أوجين شارل كاتالان.